# Sant Joan dels Balbs
Sant Joan dels Balbs és una església de la Vall d'en Bas (Garrotxa) protegida com a bé cultural d'interès local.

## Descripció

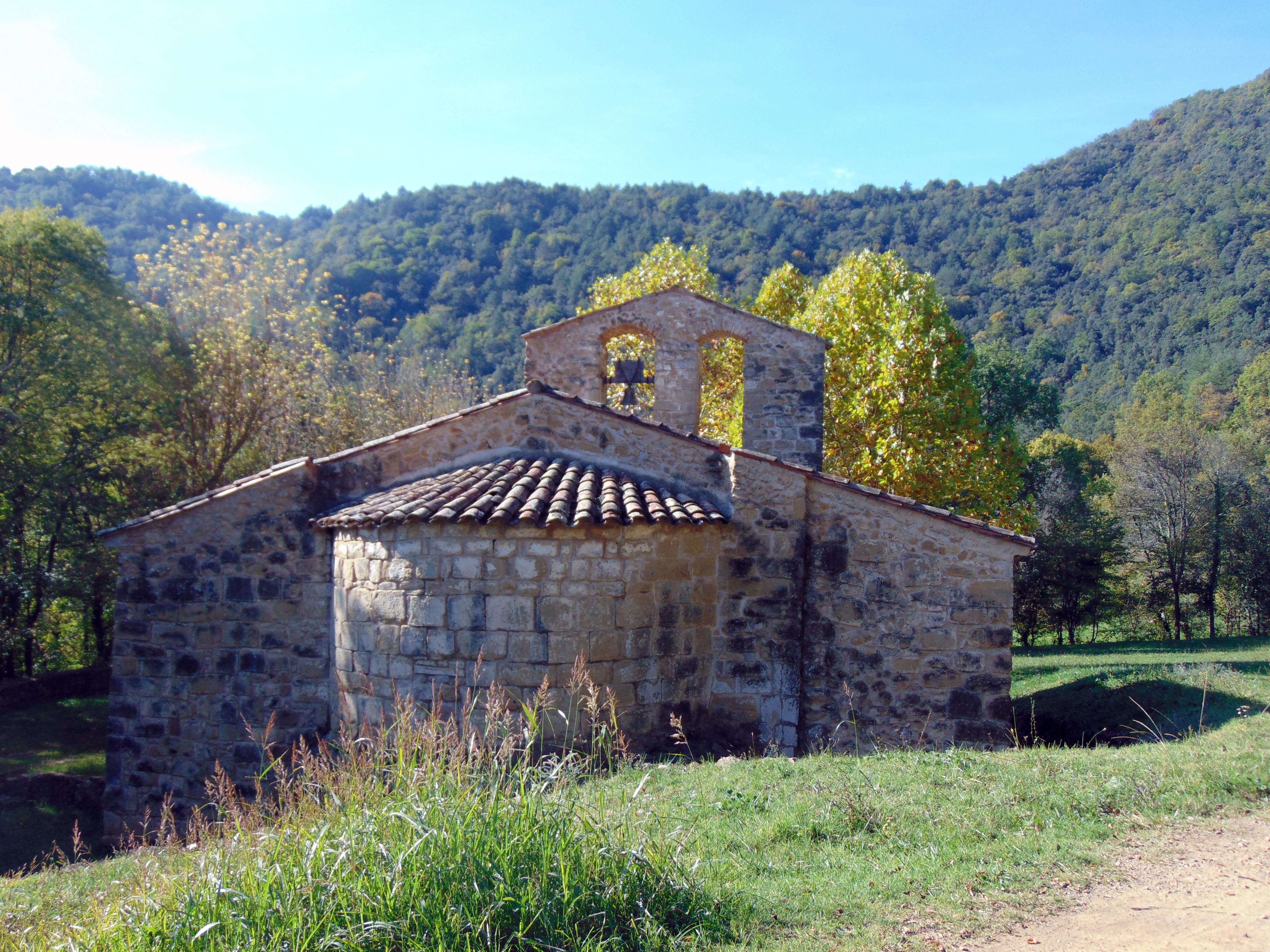
Absis de l'església

És un temple petit, d'una sola nau i un sol absis. Fa 7 m de façana i 11 de llarg. A ponent hi ha la porta d'entrada i el campanar de cadireta de dos ulls, d'un metre de gruix, com les parets de l'edifici. Hi ha dues capelles laterals, a nord i sud, construïdes al segle xviii. A l'absis es distingeixen dues fases constructives, la inferior realitzada amb pedres grans i la superior feta amb pedres petites. Fou molt ben restaurada els anys 1977-1980, tornant a la factura primitiva.

## Història
El primer document on apareix és la donació feta pel comte bisbe Miró a l'església de Sant Vicenç de Besalú de l'any 977. En els seus inicis fou regentada per clergues que prestaven homenatge i obediència al prior de Santa Maria de Besalú. Durant el segle xv la construcció quedà malparada a causa dels terratrèmols. Conservà fins a l'any 1936 una imatge de Santa Maria, talla romànica del segle xii.